# Hiéroglyphe égyptien F44
La cuisse de bœuf, en hiéroglyphes égyptiens, est classifiée dans la section F « Parties de mammifères » de la liste de Gardiner ; cet hiéroglyphe y est noté F44.

## Représentation
Il représente une cuisse de bœuf (chair entourant le fémur découvert ou non). Il est translittéré jwˁ ou jsw. 

## Utilisation
| E9 | w | a · w | F44 · F51A |

| E9 | w | a · w | F44 · F51A |

d'où découle son utilisation en tant que phonogramme trilitère ou complément phonétique de valeur jwˁ.
| sw | w | t · F44 |

| sw | w | t · F44 |

| i | M40 | s | w | F44 |

| i | M40 | s | w | F44 |

## Exemples de mots
| E9 · a | F44 |

| E9 · a | F44 |

| E9 · a | t · F44 | Y1 · Z2 |

| E9 · a | t · F44 | Y1 · Z2 |

| E9 · a | i | i | t · F44 | A1 · Z2 |

| E9 · a | i | i | t · F44 | A1 · Z2 |